# Jan Letzel
Jan Letzel, křtěný Jan Adolf (9. dubna 1880 Náchod – 26. prosince 1925 Praha) byl český stavitel, architekt a významný propagátor česko-japonských vztahů. Dlouhou dobu působil v Japonsku. V Hirošimě postavil dům, který 6. srpna 1945 jako jediná budova v epicentru přestál americký útok atomovou bombou. Torzo této budovy je známo jako Atomový dóm. V Česku se nachází jeho secesní pavilon Dvorana z roku 1905 v obci Mšené-lázně.

## Život
Od září 1901 do 1. července 1904 studoval speciální školu pro dekorativní architekturu u profesora Jana Kotěry. V roce 1902 podnikl studijní cestu po Čechách, v roce 1903 po Dalmácii, Černé Hoře a Bosně a Hercegovině, v roce 1905 pak cestu po Itálii.
V letech 1903–1906 se podílel na přestavbě secesního hotelu Šroubek (dnes hotel Evropa), a to na úpravě vnějších kovových prvků a na návrhu čajovny. V letech 1904–1905 pracoval v architektonické kanceláři Quida Bělského v Praze. V této době provedl v roce 1905 samostatně stavbu lázeňské budovy v Lázních Mšené.
V říjnu 1905 odešel do Egypta, kde pracoval v architektonické kanceláři Fabrizia Pashy v Káhiře, architekta egyptského místokrále Abbáse II. Hilmí.
V roce 1907 přesídlil do Japonska. Od 10. července 1907 byl zaměstnán v architektonické kanceláři Lalande Architecture v Jokohamě. V listopadu téhož roku se stal zastupujícím ředitelem firmy a v lednu 1908 byl jmenován prokuristou firmy. Podílel se na stavbách v Jokohamě, Kobe, Nagoyi a Tokiu.
Do Japonska přivezl nové stavební prvky a technologie jako například železobetonovou nebo ocelovou konstrukci, kterou použil při stavbě klenby obchodního centra v Hirošimě.
V listopadu 1908 založili Edith de Lalande (později provdaná Edith Tōgō, 3. 2. 1887–4. 11. 1967), Jan Letzel a Karel Jan Hora projekční kancelář E. de Lalande Company, Architects and Engineers. Po rozchodu s paní de Lalande založili Letzel a Hora vlastní kancelář Letzel & Hora v Tokiu, s pobočkou v Jokohamě, kterou vedl Ing. Hora. Po požáru sídla přesídlila firma v lednu 1910 do Jokohamy. Činnost této projekční kanceláře byla ukončena dne 1. července 1913 a nástupnickou firmou se stala téhož dne Architectural & Engineering Offices Jan Letzel, Tokyo.
Po ukončení 1. světové války se vrátil domů do Československa. Z Japonska odcestoval v dubnu 1920 a po cestě přes Saigon, Singapur, Suez, Marseille a Paříž přijel na přelomu května a června 1920 do Prahy. Byl nespokojen s vývojem v Československu a v říjnu 1922 se vrátil zpět do Japonska cestou přes Hamburk, Kanadu a Vancouver. V Japonsku zažil velmi ničivé zemětřesení v Kantó, které ho nejspíše psychicky zasáhlo. Od roku 1923 do své smrti tedy trpěl psychickými problémy, ke kterým neexistuje žádné potvrzení, které by nemoc pojmenovalo a zdůvodnilo. Znovu se vrátil do Prahy v prosinci 1923 cestou přes New York.
Po návratu provedl svůj poslední projekt pro statkáře Tomana v Lázních Mšené.
V roce 1925 zemřel v léčebně pro duševně choré v Kateřinské ulici v Praze. Pohřben je ve svém rodišti v Náchodě. V jeho hrobce je umístěn fragment z Atomového dómu.
Dnes je po něm pojmenována SPŠ a VOŠ stavební v Náchodě. V roce 2009 byl náhodou v Brně objeven hrob, který navrhoval sám Letzel.

## Stavby (výběr)
- 1903–1905 Hotel U arcivévody Štěpána, Praha, spolu s Bedřichem Bendelmayerem, Aloisem Dryákem a Bohumilem Hypšmanem.[7][8]Jan Letzel se podílel na výzdobě průčelí a navrhl uspořádání čajovny hotelu.[9]
- 1905 Lázeňská budova, Lázně Mšené
- 1906 Vila paši Abd El Rahima, Káhira, Egypt
- 1908 Oriental Hotel, Kobe, Japonsko
- 1908 práce pro ruské, švédské a francouzské vyslanectví v Tokiu, Japonsko
- 1908 Škola a pensionát pro řád jeptišek Seishin Gakuin (Sacre Coeur), Shiroganedai, Tokio, Japonsko
- 1909–1910 Dívčí škola Seishin Gakuin (Sacre Coeur), Shiba, Tokio, Japonsko
- 1913 Matsushima Park Hotel, Matsushima, prefektura Miyagi, Japonsko
- 1913–1914 Dům majitele firmy Böhler, Baden u Vídně, Rakousko
- 1909–1923 Jezuitská kolej Dai Gakko, Yotsuya, Tokio, Japonsko
- 1913–1914 Obchodní a průmyslové museum, Sarugaku-cho, Hirošima, Japonsko
- 1915 Dvě restaurační budovy pro výstavu Expo, Tokio, Japonsko
- 1917 Hotel v Miyajimě, Hirošima, Japonsko
- 1914 Přestavba vyslanectví Rakousko-Uherska, Tokio, Japonsko
- 1917 Ueno Seiyo-ken Hotel, Ueno, Tokio, Japonsko - budova poškozena tajfunem v roce 1917, zničena během zemětřesení v roce 1923.
- 1925 Dvě budovy pro statkáře Tomana, Praha, Mšené(?)

## Galerie

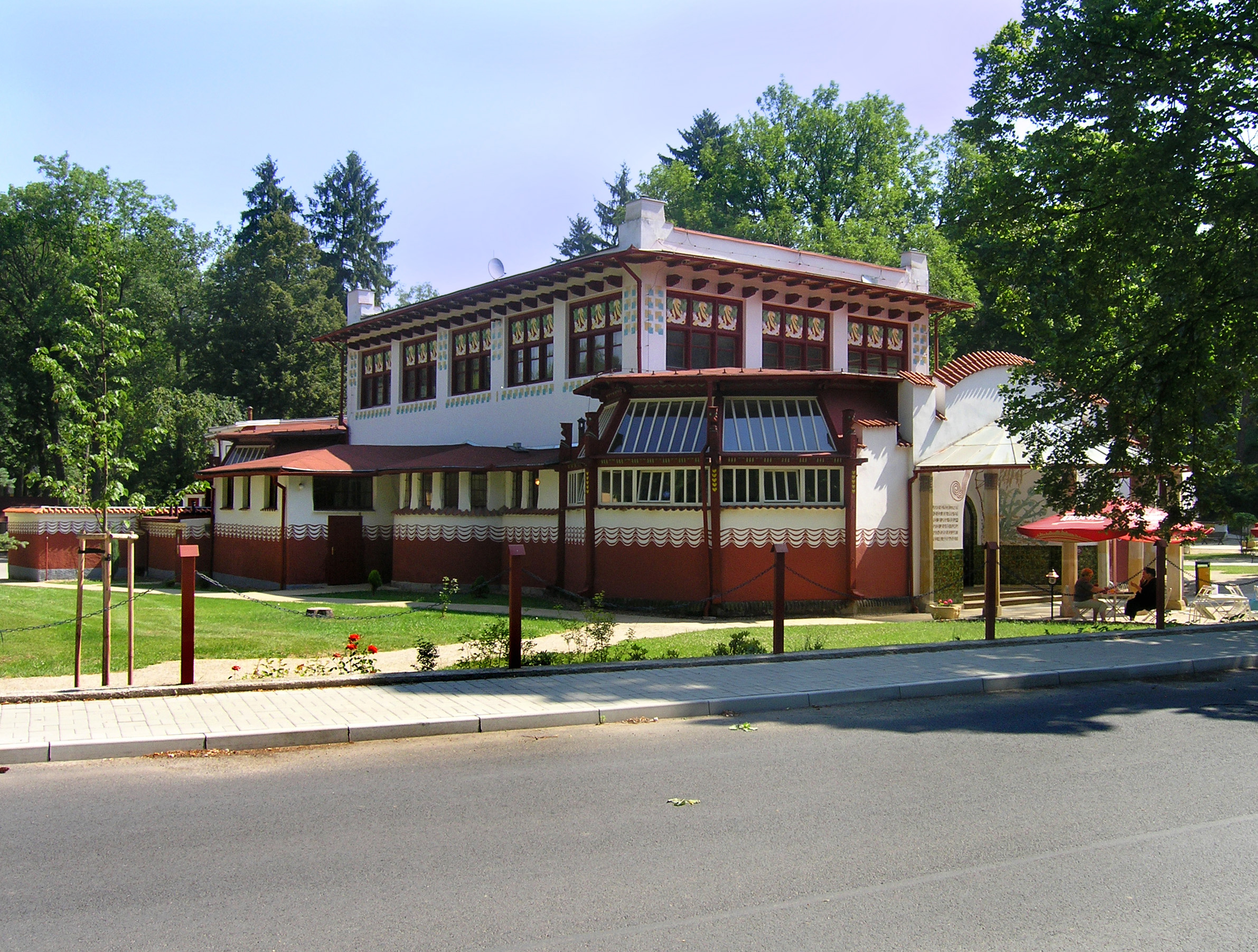
Pavilon Dvorana (Mšené-lázně)
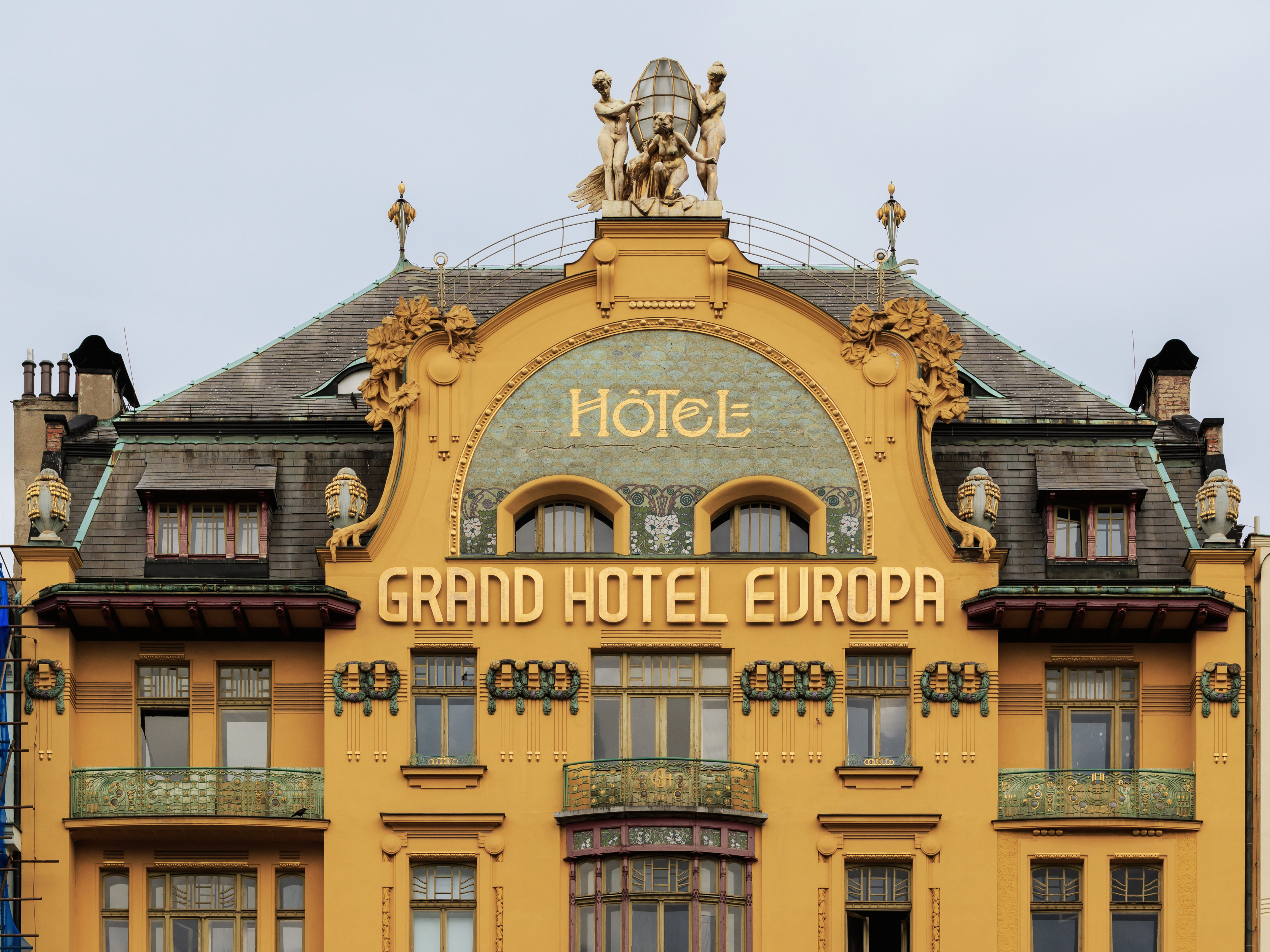
Detail výzdoby hotelu Evropa
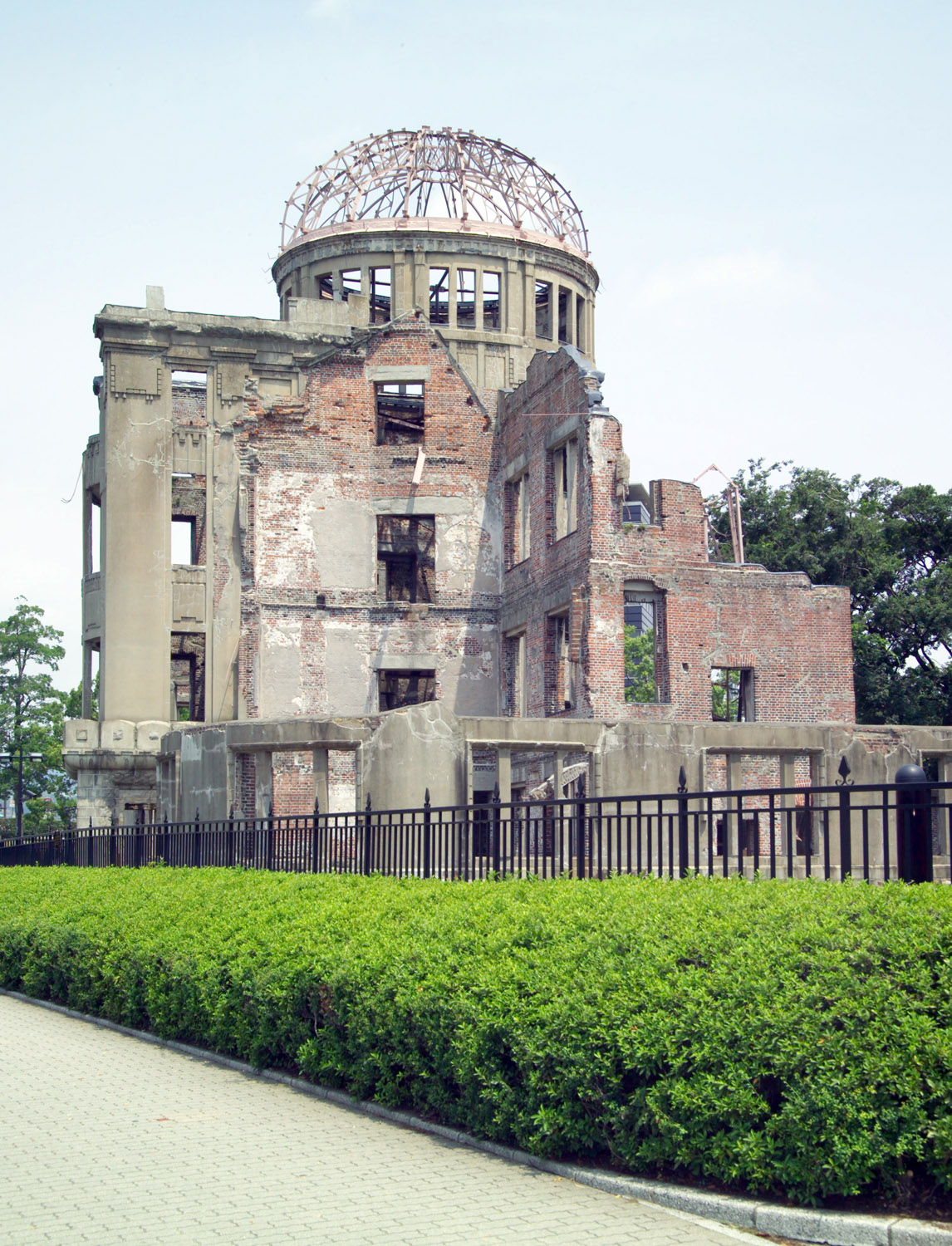
Hirošimský prefekturální palác pro výstavy produktů